# Anspruchstitel
Anspruchstitel oder Prätentionstitel sind Titulaturen, welche von den Trägern beibehalten und zum Teil auch bewusst angenommen werden, um einen – tatsächlichen oder auch bloß vermeintlichen – „Anspruch“ auf ein Territorium oder einen Ehrenrang zu dokumentieren.

## Beispiele für Anspruchstitel
Im politisch-dynastischen Bereich:
- König von Jerusalem (bis 1918 von den Kaisern von Österreich als Nachfolger der römisch-deutschen Kaiser geführt)
- König von Navarra – von den französischen Königen geführt

Im kirchlichen Bereich:
- das Patriarchat von Westindien, welches früher von den Hofkaplänen der spanischen Könige geführt wurde (seit 1963 vakant)
- die Titularbischöfe der römisch-katholischen Kirche